# Gabriel Peschaud
Pour les articles homonymes, voir Peschaud.
Gabriel Peschaud, né le 2 avril 1861 à Murat (Cantal) et mort le 14 avril 1928 à Murat, est un homme politique français

## Biographie
Médecin, il est conseiller municipal en 1896, puis maire de Murat en 1897 et le reste jusqu'à sa mort. Conseiller général du canton de Murat en 1898, il est également élu député radical du Cantal. Battu en 1902, il devient sénateur du Cantal en 1912. Battu en 1921, il se consacre ensuite à sa commune.